# Мало Градище
Мало Градище (хорв. Malo Gradišće) — населений пункт у Хорватії, у Вараждинській жупанії у складі громади Цестиця.

## Населення
Населення за даними перепису 2011 року становило 124 осіб.
Динаміка чисельності населення поселення:

## Клімат
Середня річна температура становить 9,81 °C, середня максимальна – 23,70 °C, а середня мінімальна – -6,28 °C. Середня річна кількість опадів – 974 мм.
| Клімат поселення                              | Клімат поселення | Клімат поселення | Клімат поселення | Клімат поселення | Клімат поселення | Клімат поселення | Клімат поселення | Клімат поселення | Клімат поселення | Клімат поселення | Клімат поселення | Клімат поселення | Клімат поселення |
| Показник                                      | Січ.             | Лют.             | Бер.             | Квіт.            | Трав.            | Черв.            | Лип.             | Серп.            | Вер.             | Жовт.            | Лист.            | Груд.            |                  |
| Середній максимум, °C                         | 5,40             | 7,19             | 11,45            | 15,70            | 20,63            | 23,70            | 23,33            | 22,79            | 18,81            | 13,73            | 8,20             | 4,45             |                  |
| Середня температура, °C                       | −0,43            | 1,35             | 5,59             | 9,86             | 14,80            | 17,86            | 19,56            | 19,03            | 15,05            | 9,97             | 4,44             | 0,69             |                  |
| Середній мінімум, °C                          | −6,28            | −4,49            | −0,23            | 4,02             | 8,96             | 12,02            | 15,80            | 15,27            | 11,29            | 6,20             | 0,68             | −3,08            |                  |
| Норма опадів, мм                              | 44               | 49               | 67               | 76               | 84               | 114              | 103              | 99               | 90               | 91               | 90               | 67               |                  |
| Середньомісячна швидкість вітру, м/с          | 1.80             | 2.00             | 2.40             | 2.40             | 2.30             | 2.00             | 1.98             | 1.78             | 1.77             | 1.80             | 1.90             | 1.90             |                  |
| Середньомісячна сонячна радіація, кДж/м²·день | 4085             | 6797             | 10505            | 14789            | 18824            | 20581            | 21307            | 18487            | 13724            | 8594             | 4534             | 3226             |                  |
| --------------------------------------------- | ---------------- | ---------------- | ---------------- | ---------------- | ---------------- | ---------------- | ---------------- | ---------------- | ---------------- | ---------------- | ---------------- | ---------------- | ---------------- |
| Джерело:                                      |                  |                  |                  |                  |                  |                  |                  |                  |                  |                  |                  |                  |                  |